# Arsenal (Krakau)

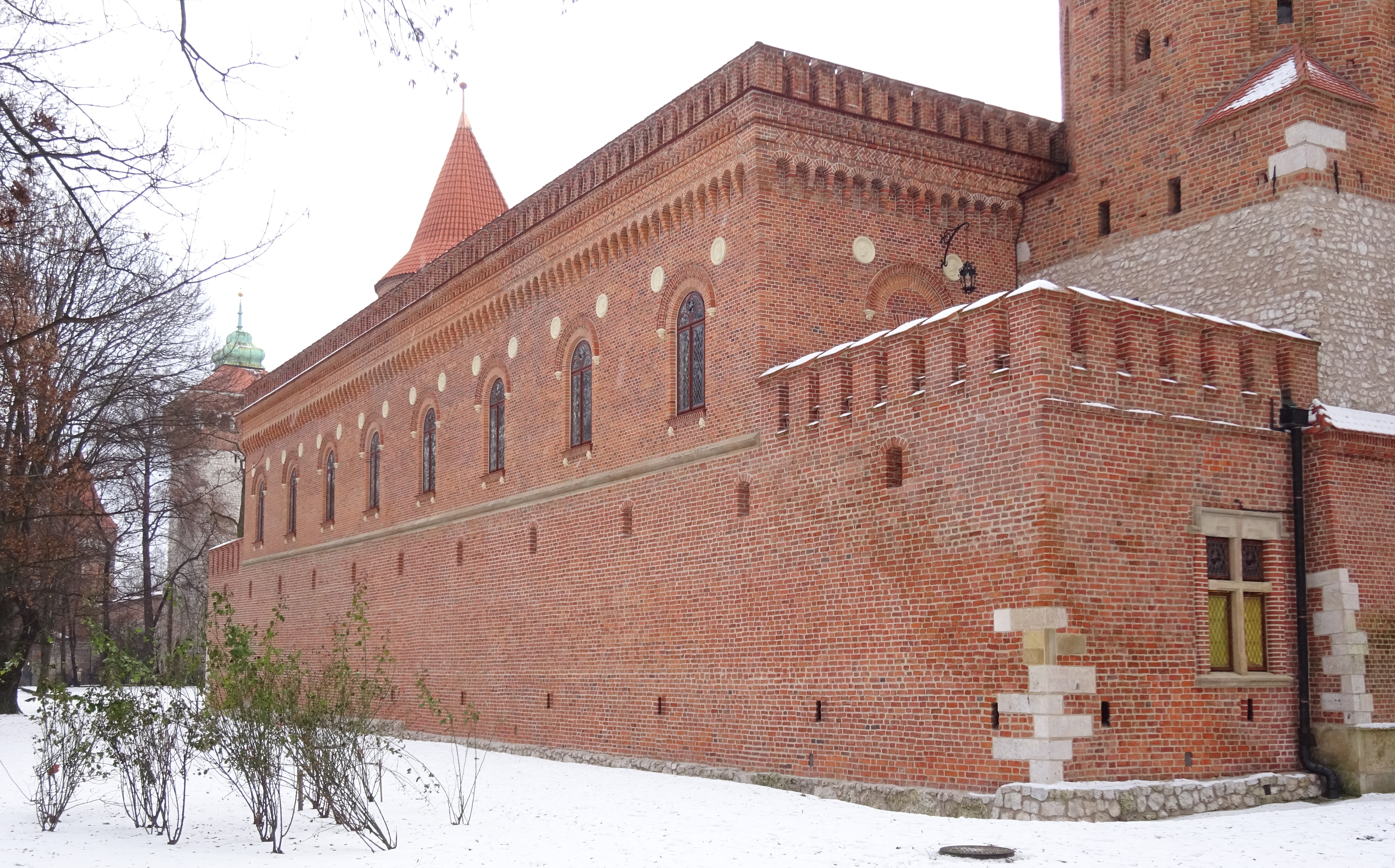
Blick vom Planty-Park auf das Arsenal

Das Stadtarsenal (polnisch Arsenał Miejski) in Krakau (Woiwodschaft Kleinpolen) ist ein Renaissance-Gebäude am Nordrand der Krakauer Altstadt. 

## Lage und Beschreibung
Das Gebäude liegt in der Krakauer Stadtmauer an der Piaristenstraße. Im Norden befindet sich der Planty-Park.

## Geschichte
Das Stadtarsenal wurde von 1565 bis 1566 nach Plänen von Gabriel Słoński am Florianstor und dem Barbakan errichtet, um Waffen und Schießpulver für die Bürgerschaft zu verwahren. Das königliche Heer nutzte das bereits zuvor erbaute Königliche Arsenal am Fuße des Wawel-Schlosses. 1874 wurde das Gebäude von der Stadt Władysław Czartoryski geschenkt, der darin das Czartoryski-Museum unterbringen sollte. Im Gebäude wurde zunächst die Czartoryski-Bibliothek untergebracht. Heute befindet sich im Gebäude die Antikensammlung des Czartoryski-Museums.